# Ammophila erminea
Ammophila erminea är en biart som beskrevs av Kohl 1901. Ammophila erminea ingår i släktet Ammophila och familjen grävsteklar. Inga underarter finns listade i Catalogue of Life.